# Dystheatias simois
Dystheatias simois är en insektsart som först beskrevs av Ronald Gordon Fennah 1950.  Dystheatias simois ingår i släktet Dystheatias och familjen kilstritar. Inga underarter finns listade i Catalogue of Life.